# طامه
طامه (نطنز)، روستایی از توابع بخش مرکزی شهرستان نطنز در استان اصفهان ایران است. روستای طامه روستایی در دل کوه کرکس دارای آب و هوایی سرد و کوهستانی است.
شغل بیشتر مردم روستا کشاورزی و دامداری است، که از مهم‌ترین محصولات کشاورزی این روستا می‌توان گلابی را نام برد که به تحفه نطنز معروف است.
این روستا دارای مراسم‌های خاصی مانند آیین «جل جلانی» است که این آیین ثبت ملی شده و در شب چله برگزار می‌شود.

## جمعیت
این روستا در دهستان کرکس قرار دارد و براساس سرشماری مرکز آمار ایران در سال ۱۳۸۵، جمعیت آن ۶۵۰ نفر (۲۰۴خانوار) بوده‌است.